# ميتالوثيونين

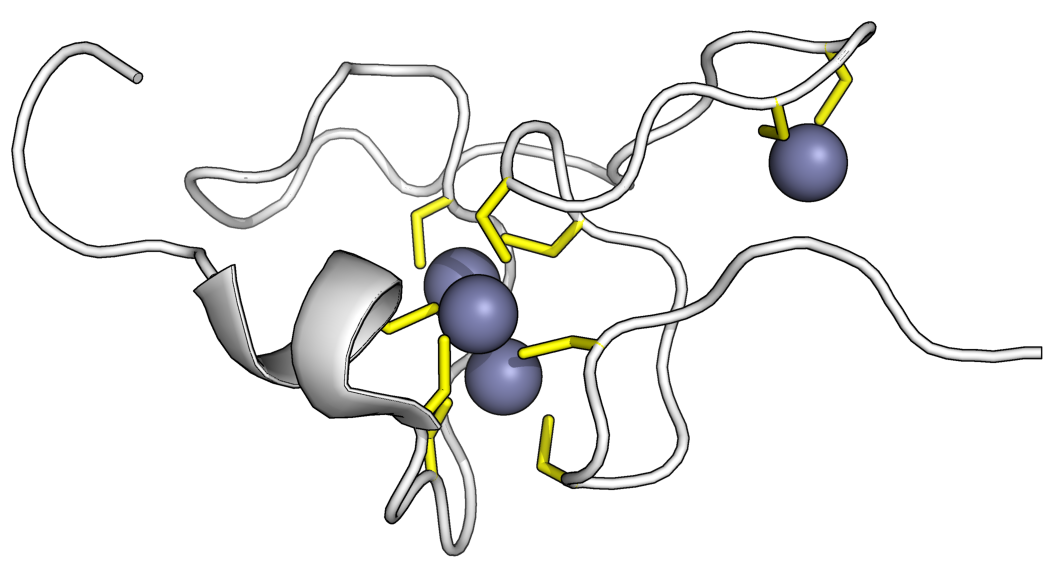
النمط بيتا E من ميتالوثيونين القمح Ec-1 مرتبطاً مع أيونات زنك.

ميتالوثيونين (Metallothionein يرمز له اختصاراً MT) هو نوع من أنواع عائلات البروتينات الغنية بالحمض الأميني سيستئين وذات كتلة جزيئية منخفضة نسبياً (تتراوح بين 500 إلى 14000 دالتون) وتتوضع في غشاء جهاز غولجي.
لبروتينات الميتالوثيونين المقدرة على الارتباط مع الفلزات الثقيلة، سواء أكانت لها وظيفة فيزيولوجية مثل الزنك أو النحاس أو السيلينيوم، أو كانت دخيلة مثل الكادميوم  أو الرصاص  أو الزئبق أو الفضة أو الزرنيخ؛ وذلك عن طريق الارتباط مع مجموعات الثيول في وحدات السيستئين الطرفية، واتي تمثل حوالي 30% من وحدات الأحماض الأمينية في البروتين.
اكتشف البروتين سنة 1957 عند تنقية بروتين مرتبط مع الكادميوم في قشرة كلوية لحصان.